# كأس ألبانيا 2002–03
كأس ألبانيا 2002–03 (بالألبانية: Kupa e Republikës 2002-03‏) هو الموسم 51 من كأس ألبانيا. أقيم خلال الفترة 30 أغسطس 2002 وحتى 31 مايو 2003، وأشرف على تنظيمه اتحاد ألبانيا لكرة القدم، وفاز فيه دينامو تيرانا.